# Строинцы (Черновицкая область)
Стро́инцы (укр. Стро́їнці) — село в Новоселицкой городской общине Черновицкого района Черновицкой области Украины.
До 2020 года входило в Новоселицкий район
Население по переписи 2001 года составляло 1546 человек. Почтовый индекс — 60308. Телефонный код — 3733. Код КОАТУУ — 7323087901.